# Sjöslaget vid Lister Dyb
Sjöslaget vid Lister Dyb var ett sjöslag under Torstensonskriget där Republiken Förenade Nederländerna förlorade stort mot Danmark. Lister Dyb är en tidvattensränna mellan öarna Sylt och Römö på Jyllands västkust, vid gränsen mot Tyskland.

## Inledning till slaget
Fältmarskalk Lennart Torstenson hade i september 1643 marscherat från Tyskland, norrut och in på danska Jylland, och med det inlett Torstensons krig. Han saknade efter erövringen av Jylland möjlighet att komma vidare ut på de danska öarna. Danske kungen Kristian IV hade den 5 april 1644 svarat med att från sjösidan blockera Göteborg med 11 skepp. Samtidigt hade den holländske finansmannen Louis de Geer, på svenskt uppdrag, med egna medel lyckats utrusta en flotta i Holland. Den bestod ursprungligen av 30 skepp under ledning av Martin Thyssens. När denna holländska eskader löpte ut för att undsätta Torstenssons trupper på Jyllands västkust avbröt kung Kristian sin blockad av Göteborg den 30 april och seglade med större delen av flottan ned längs Jyllands västkust för att söka upp den holländska flottan. Kristian fann den ankrad vid Lister Dyb, där Thyssens hade börjat ta ombord Torstenssons soldater.

## Slagets förlopp
Danskarna under ledning av Kristian IV på flaggskeppet Trefoldigheden, gick snabbt till angrepp med sina större skepp, och Thyssens flotta tvingas gå närmare land och blir efter en häftig strid instängd.
Följande dag bestämde sig Kristian för att jaga sju nya holländska fartyg som dykt upp och Thyssens tar tillfället att komma ur inringningen. Den 25 maj möttes åter de båda flottorna i öppna sjön, men en storm avbryter striden.

## Konsekvenser av slaget
Thyssens återvände med sin sargade flotta till Vlie i Holland, reparerade den under en dryg månad och återvände sedan till Göteborg 1 augusti och fortsatte därefter vidare in i Östersjön. Kristian seglade tillbaka med sin flotta in i Öresund, och den 1 juli möts den svenska och danska flottan i sjöslaget vid Kolberger Heide. Torstenson, som fortfarande inte kan komma ut på de danska öarna, återvände med sin arme till Tyskland och slutfasen av 30-åriga kriget, närmast med slaget vid Jüterbog 23 november 1644.